# IEEE量子電子學期刊
IEEE量子電子學期刊(IEEE Journal of Quantum Electronics)是一份同行評審科學期刊，涵蓋光学工程、电子工程以及一些激光、物理光学和量子電子學等應用領域。 本期刊由IEEE光電子學會(IEEE Photonics Society)於1965年出版。

## 文摘和索引
本期刊文摘和索引在下列諸資料庫：
- 科学引文索引
- 現行期刊目次資料庫（Content Contents）/涵蓋物理、化學及地球科學等領域
- 現行期刊目次資料庫（Content Contents）/涵蓋工程、計算科學及技術

## 外部連結
- 官方网站